# داريا كونداكوفا
داريا فلاديميروفنا كونداكوفا (الروسية: Даря Владимировна Кондакова ؛ من مواليد 30 يوليو 1991) هي لاعبة جمباز إيقاعية ومصممة رقصات روسية، حائزة على الميدالية الفضية العالمية ثلاث مرات (2011 ، 2010 ، 2009) ، الحائزة على الميدالية الفضية الأوروبية الشاملة لعام 2010 ومرتين (2010 ، 2009) في نهائي الجائزة الكبرى للميدالية الفضية الشاملة. تم تدريبها من قبل آنا شوميلوفا.